# Easthorpe
Easthorpe är en by i civil parish Copford, i distriktet Colchester i grevskapet Essex i England. Easthorpe var en civil parish fram till 1949 när blev den en del av Copford, Marks Tey och Messing cum Inworth. Civil parish hade 113 invånare år 1931. Byn nämndes i Domedagsboken (Domesday Book) år 1086, och kallades då Estorp.